# Deiva Marina
Deiva Marina (im Ligurischen: Déiva) ist eine italienische Gemeinde mit 1288 Einwohnern (Stand 31. Dezember 2023) in der Region Ligurien. Politisch gehört sie zu der Provinz La Spezia.

## Geographie

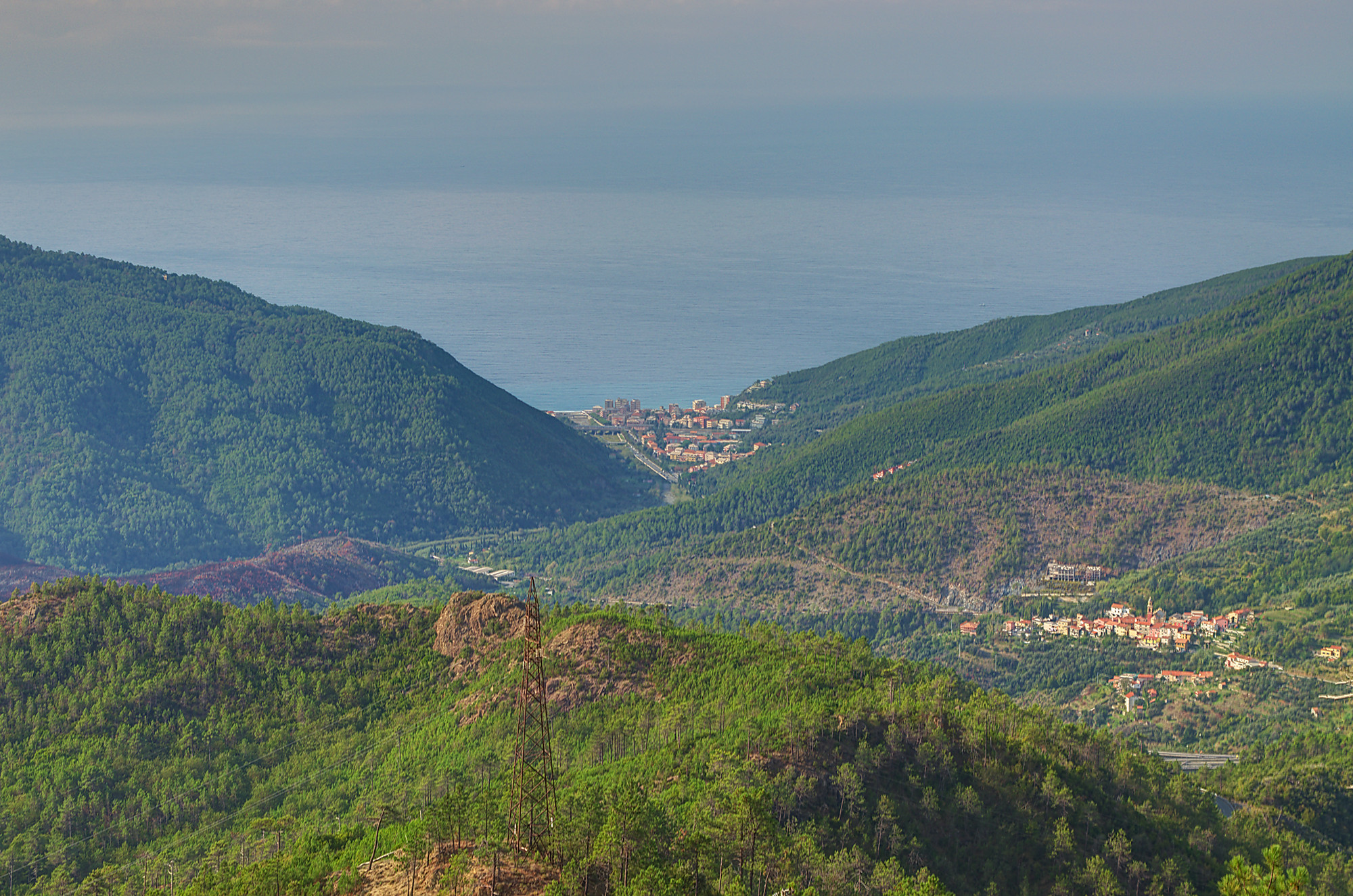
Der sehr schmale Zugang zum Meer mit dem höher gelegenen Gemeindegebiet unterhalb der A12

Deiva Marina befindet sich in einem kleinen Tal, das von dem Bach Castagnola durchflossen wird. An der Mündung dieses Baches liegend gilt die Gemeinde als ein beliebter Badeort an der Riviera di Levante. Der relativ kurze Strandabschnitt am Meer wird von den bewaldeten Steilabhängen der Nachbargemeinden Framura und Moneglia begrenzt; das flächenmäßig größere Gemeindegebiet liegt weiter oben in den grünen Hügeln unterhalb der Autobahn nach Genua und La Spezia.

## Geschichte

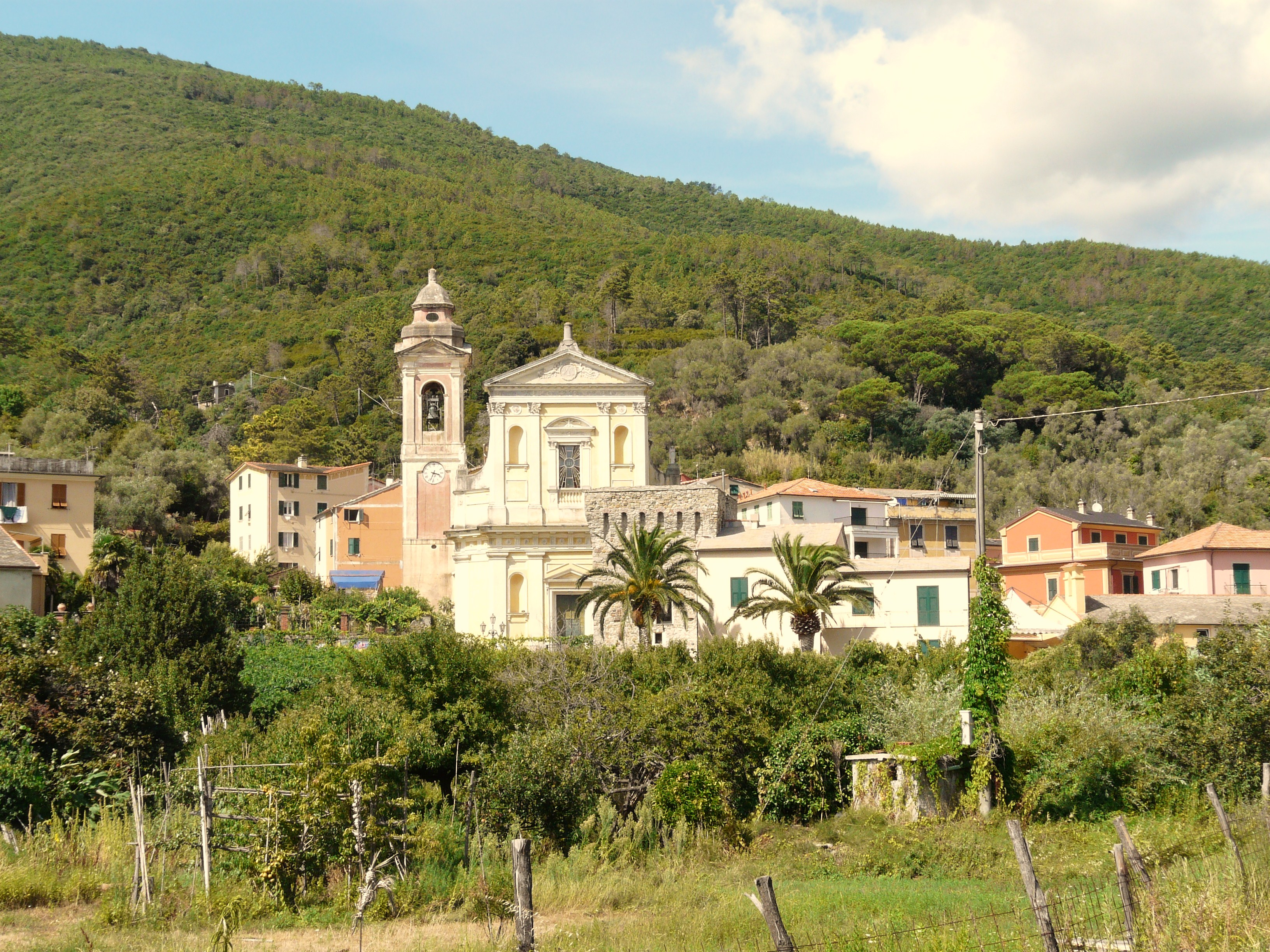
Der historische Ortskern von Deiva Marina mit Barockkirche von 1730

Die Gemeinde war bis 2009 Teil der inzwischen aufgelösten Verwaltungsgemeinschaft Comunità Montana della Riviera Spezzina.
Sehenswürdigkeiten
- Castello Da Passano
- Zwei Türme zur Verteidigung gegen Piraten[4]

## Verkehr

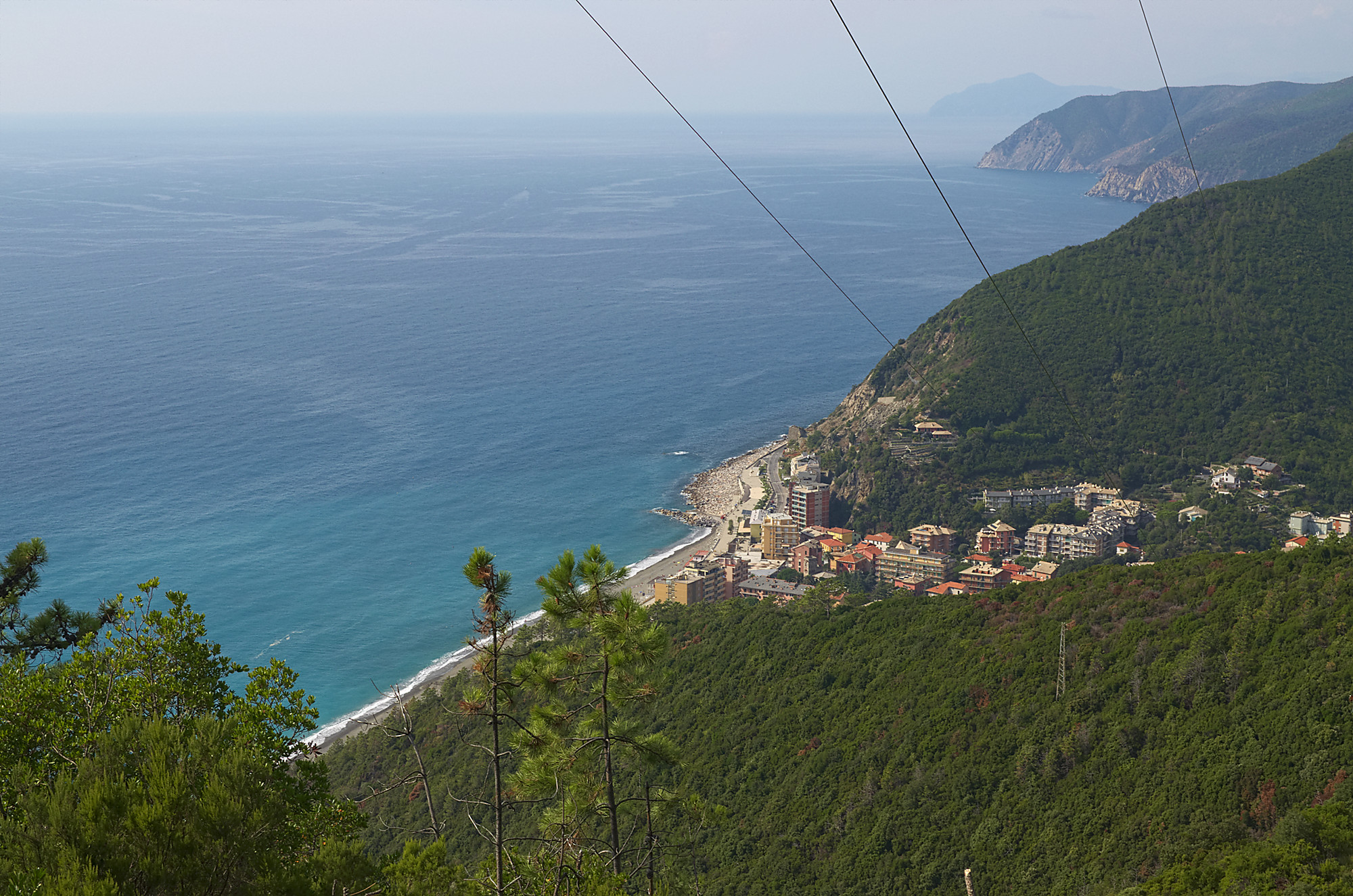
Strandabschnitt zwischen der bewaldeten Steilküste der Nachbargemeinden Framura und Moneglia (weiter hinten – westlich)

Der Küstenort hat einen Halt der vielbefahrenen Küsteneisenbahn Pisa–Genua, die auch durch die Dörfer der weiter östlichen Cinque Terre fährt und Monterosso in 16 Minuten, Vernazza in 28 Minuten stündlich erreicht. In den Anhöhen des Territoriums befindet sich der Passo del Bracco der alten Via Aurelia bei 610 Metern über dem Meeresniveau; die moderne Autostrada Azzurra (A12) ebenfalls sehr hoch in den Bergen ist parallel trassiert. Die Verlängerung der ebenerdig auf einer stillgelegten Eisenbahnstrecke an der Küste gebauten Ciclopista Maremonti Levanto-Bonassola-Framura zu den Nachbargemeinden mit vielen Tunnelabschnitten wird seit der Eröffnung im Jahr 2011 diskutiert und seit 2015 auch nach Deiva geplant.